# Boy van Poppel
Boy van Poppel (nascido em 18 de janeiro de 1988, em Utrecht) é um ciclista profissional holandês. Atualmente, compete para a equipe Trek Factory Racing.